# Đèo Bắc Sum

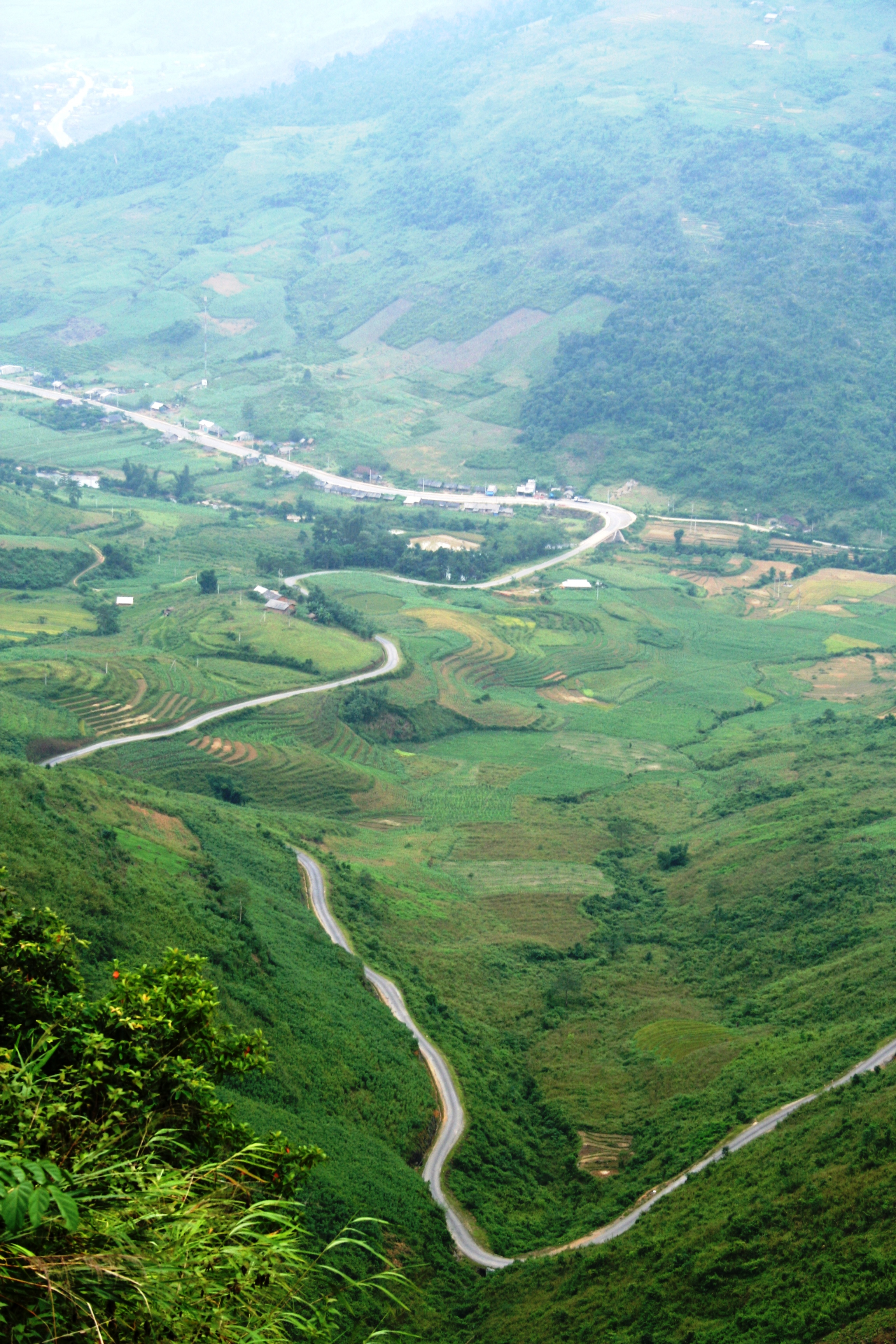
Từ đèo Bắc Sum nhìn về chân đèo, làng và cầu Tân Sơn

Đèo Bắc Sum hay dốc Bắc Sum là đèo trên quốc lộ 4C ở vùng đất xã Minh Tân, huyện Vị Xuyên, tỉnh Hà Giang, Việt Nam.
Tên đèo còn viết là đèo Bắc Xum. Đèo được đặt theo tên bản Bắc Sum. Sau này thôn Tân Sơn ở chân dốc thành lập, nên bản Bắc Sum hiện nay ở xa dốc đến trên 2 km. Theo "Danh mục địa danh dân cư..." thì tên là "đèo Bắc Sum".
Tại địa phương tên bản theo tiếng Tày - Nùng là Păc Sum.

## Vị trí
Đèo Bắc Sum ở trên đoạn quốc lộ 4C từ thành phố Hà Giang đến thị trấn Tam Sơn, huyện Quản Bạ. Dốc Bắc Sum bắt đầu từ cầu Tân Sơn trên suối Bản Thăng ở thôn Tân Sơn, xã Minh Tân, huyện Vị Xuyên đến ranh giới xã Quyết Tiến, huyện Quản Bạ.

## Tiềm năng du lịch
Dốc Bắc Sum cùng với Cổng trời 23°03′08″B 104°59′36″Đ / 23,052335°B 104,993273°Đ và Núi Đôi Quản Bạ là địa điểm tham quan du lịch lý thú ở Hà Giang. Dốc nhìn giống như con rắn uốn mình dưới chân núi. Lên đến dốc du khách sẽ được tận hưởng một không khí vô cùng khác biệt, cái không khí se lạnh của núi vùng sơn cước mà chỉ cần cách nhau vài cây số cũng đủ để du khách cảm nhận được .